# Merodon toscanus
Merodon toscanus är en tvåvingeart som beskrevs av Hurkmans 1993. Merodon toscanus ingår i släktet narcissblomflugor, och familjen blomflugor.
Artens utbredningsområde är Italien. Inga underarter finns listade i Catalogue of Life.